# مدرسة الأحمدي للمكفوفين بجامعة عليكرة الإسلامية
27°55′N 78°04′E / 27.91°N 78.06°E

مدرسة أحمدي لذوي الإعاقات البصرية (سابقًا: مدرسة أحمدي للمكفوفين) هي إحدى المدارس التابعة لـجامعة عليكرة الإسلامية، وتُعنى بتعليم الطلاب المكفوفين. تقدم المدرسة أيضًا تدريبًا مهنيًا في مجالات مثل الطباعة، ولف المحركات الكهربائية، ودورة في تشغيل المخارط، بالإضافة إلى الموسيقى الآلية والموسيقى الصوتية، وحياكة النول اليدوي، وأعمال القصب والخيزران.
توفر مدرسة أحمدي الإقامة والطعام والملابس مجانًا للطلاب. كما تسعى إلى توفير أنشطة رياضية متنوعة تشمل السباحة، والتزحلق، والكريكيت، بهدف دعم النشاط البدني للطلاب.

## التاريخ
تأسست المدرسة على يد صاحب زاده أفتاب أحمد خان خصيصًا لخدمة الطلاب ذوي الإعاقات البصرية. وتُعد المدرسة داخلية بالدرجة الأولى، إذ توفر السكن والطعام مجانًا.